# 23046 Stevengordon
23046 Stevengordon este un asteroid din centura principală de asteroizi.

## Descriere
23046 Stevengordon este un asteroid din centura principală de asteroizi. A fost descoperit pe 6 decembrie 1999 la Socorro, New Mexico, în cadrul proiectului LINEAR. Asteroidul prezintă o orbită caracterizată de o semiaxă mare de 2,85 ua, o excentricitate de 0,06 și o înclinație de 3,1° în raport cu ecliptica.